# Рейдж-бейтінг
На мережевому сленгу «рейдж-бейтінг» (англ. rage-baiting, також rage-farming, дослівно «культивування гніву») — маніпулятивна тактика викликання обурення у суспільства з метою збільшення (трафіку [1]), онлайн-залученості користувачів, прибутку та підтримки. Рейдж-бейтінг або рейдж-фармінг можна використовувати як інструмент для підвищення уваги до інтернет контенту, залучення підписників, прихильників, що може бути фінансово прибутковим. За допомогою рейдж-бейтінгу особи, що створюють інтернет- контент, маніпулюють соціумом, аби соціум, у свою чергу, реагував на образливі, підбурливі заголовки, інтернет-меми, фігуру мови чи коментарі, у цілому будь-який контент, що може викликати гнів, оскільки є морально або етично не прийнятним для окремих авдиторій суспільства.
Рейдж-фармінг, який згадується щонайраніше із січня 2022 року у різних інтернет ресурсах, є відгалуженням рейдж-бейтінгу, коли обурення особи, яку провокують, культивується ще більше в повноцінне онлайн-залучення. Він є не одноразовою негативною реакцією, а сіянням повномасштабного гніву, що в рази посилює негативний вплив початкового змісту повідомлення творця контенту. Рейдж-фармінг також неодноразово використовували як політичну тактику за рахунок опонента.
Політолог Джаред Уеслі з Альбертського університету заявив у 2022 році, що використання рейдж-фармінгу зростає, оскільки праві політики використовують цю техніку, «пропагуючи теорії змови та дезінформацію». У міру того, як політики посилюють використання рейдж-фармінгу проти своїх політичних та ідеологічних опонентів, вони залучають більше підписників в Інтернеті. Підписники, у свою чергу, можуть створювати або брати участь у насильстві поза межами онлайн простору, зокрема, у словесному насильстві та фізичних актах залякування. Уеслі описує, як ті, хто залучені у рейдж-фармінг, поєднують напівправду з «відвертою брехнею».
Більш широка концепція публікацій загалом провокаційного вмісту, для заохочення взаємодії з користувачем, відома як інгейджмент-фармінг  або дослівно («engagement farming» —  «залучене культивування гніву»] . 

## Етимологія, визначення та суміжні терміни
Rage-farming (або rage-seeding ) походить від поняття «культивування» гніву; сіяння метафоричного насіння, яке викликає ріст гнівних реакцій. Це форма клікбейту, термін, який використовується з 1999 р., що є «більш детальним» і не обов’язково розглядається як негативна тактика. Термін rage bait, який цитується принаймні з 2009 року, є негативною формою клікбейтінгу, оскільки він ґрунтується на маніпулюванні користувачами, щоб ті негативно реагували на образливі, підбурливі «заголовки», меми, висловлення чи коментарі. 
У своєму твіті 2022 року старший науковий співробітник Citizen Lab Джон Скотт-Рейлтон описав, що людину «піддавали рейдж-бейтінгу», коли вона відповідала на обурливу публікацію з не менш підбурюючою цитатою твіту, оскільки цитати твітів культивують негативну увагу до перш створеного обурливого контенту. 
Було виявлено, що алгоритми в соціальних мережах, таких як Facebook, Твіттер, TikTok, Instagram і YouTube, підвищують рейтинг взаємодії «контент-мейкер-споживач інформації», за рахунок збільшення позитивної та негативної (тобто будь-якої) реакції, шляхом спрямування споживачів контенту на публікації та їх популяризації.
У статті Atlantic про республіканську стратегію американська письменниця Моллі Джонг-Фаст описала рейдж-фармінг як «продукт ідеальної бурі хейту, та гріховної суміші алгоритмів та тривоги».
Політолог Джаред Уеслі писав, що рейдж-фармінг, часто «використовується для опису риторики, спрямованої на викликання гніву опонентів». Зловживання рейдж-бейтінгу, використовується для опису тактики навернення, підтримки та збільшення бази взаємодіючої авдиторії і підписників.
Клікбейт, у всіх його ітераціях, включно з рейдж-бейтингом та рейдж-фармінгом, є формою маніпулювання засобами масової інформації, зокрема Інтернет-маніпулюванням . Хоча метою деяких клікбейтів є отримання прибутку, їх також можна використовувати як ефективну тактику впливу на людей у соціальних мережах. Згідно з аналізом Facebook у листопаді 2016 року, клікбейти навмисно розроблені для попередньо існуючих цільових груп суспільства, згідно з підтверджувальними упередженнями цих цільових груп. Алгоритми Facebook використовували інформаційну бульбашку, яка ділиться певними публікаціями з окремою «таргетною авдиторією» (див. Цільовий маркетинг)
Стаття Westside Seattle Herald, опублікована у травні 2016 року, визначення рейдж-бейтінгу з онлайн-словника Urban Dictionary: «- це допис у соціальних мережах, створений організацією з поширення новин, спрямований на те, щоб викликати обурення якомога більшої кількості людей, та таким чином, викликати взаємодію».   У статті Herald описано, як збільшення користувальницького трафіку в Інтернеті призводить до більшого доходу для онлайн-платформ і веб-сайтів від платної реклами та спонсорів. 
У статті від 25 травня 2016 р., рейдж-бейтінг описується як «злий близнюк клікбейту».
У статті 2006 року в журналі Time описано, як інтернет-тролі публікують обурливі коментарі в Інтернеті з єдиною метою: спровокувати суперечку, навіть на найбанальніші теми. 
Як приклад, наводиться твердження на кшталт: 
«NASCAR — це такий самий спорт, як і чирлідінг» на форумі автомобільних перегонів, або інший приклад: відверта підтримка відкритих кордонів адресована до американського журналіста Лу Доббса.
Зазвичай ті, хто створює так званий "рейдж-бейт" або "рейдж-фармінг" контент, вигадують «суперечливі новини з повітря».  Також одним з таких прикладів, стала реклама ірландської цифрової медіа компанії від 15 грудня 2018 року, яка неправдиво стверджувала, ніби то: "Дві третини людства хотіли, щоб Санта мав жіночу стать чи мав гендерну- нейтральність". 
Ще в 2012 році дослідження показали, що як у ЗМІ, так і в політиці, виклик обурення є потужним інструментом маніпулювання ЗМІ.   У політичних ЗМІ як суттєве, так і уявне обурення приваблює читачів, роблячи інформацію, що викликає гнів, дуже популярною. 

## Передісторія
Стаття з журналу Journal of Politics (JOP) за 2012 рік виявила, що політичні діячі навмисно включали емоційний підтекст у своїх зверненнях, щоб викликати тривогу у своїх повідомленнях до суспільства, або ж викликати інтерес до теми обговорення.  У статті ставилося під сумнів, чому ця політична тактика призвела до того, що глядачі відчувають більше гніву, ніж тривоги. Дослідження показало, що гнів посилює жагу до пошуку інформації, та часто призводить до того, що користувачі Інтернету заходять на політичний веб-сайт, щоб дізнатися більше.  Дослідження показало, що існують також психологічні стимули щодо використання агресивної та гнівної риторики в політичній комунікації. 
У статті журналу «Media Matters for America» за 2018 рік із посиланням на журнал Journal of Politics повторно згадується, що «гнів є потужним інструментом як у світі політики, так і в ЗМІ».  Політична медіа індустрія відображує, що реальне чи уявне обурення, приваблює читачів, створюючи наративи, які викликають його популярність у політичних ЗМІ. 
Стаття National Review за листопад 2018 року, яка засуджує "захисників соціальної справедливості", була наведена як приклад рейдж-бейтингу журналом Media Matters for America.[20][19] Стаття в огляді була відповіддю на твіти, які критикували мультфільм, використаний обліковим записом ABC у Twitter для реклами Дня подяки Чарлі Брауна 21 листопада 2018 року.[20]: "Франклін, Чорношкірий друг, сидів абсолютно один з одного боку обіднього столу Чарлі Брауна на День подяки." [20] 
Кілька непідтверджених облікових записів користувачів Twitter, у тому числі один із нульовими підписниками, назвали це зображення расистським.[19] 
Консерватори були настільки розчаровані цими надто чутливими, політкоректними «сніжинковими» лібералами, які написали повідомлення, що вони, у свою чергу, відповіли гнівом. 
У статті «Медіа мають значення для Америки» говориться про іронію того, як стаття National Review, яка мала на меті проілюструвати, що у лібералів надто легко викликати гнів, насправді зуміла розлютити консерваторів [19].
Інформаційні технології та цифрові засоби масової інформації створюють безпрецедентні можливості для маніпуляцій в Інтернеті,  включно з клік-бейтінгом, рейдж-бейтингом та рейдж-фармінгом. 

## Приклади рейдж-фармінгу

### Соціальні мережі
Rage Farming і Rage Baiting — це найновіші варіанти клікбейту та інших форм інтернет-маніпуляцій, які використовують теорії змови та дезінформацію, щоб розпалити гнів і залучити користувачів. 
Відповідно до звіту Washington Post за 2021 рік, Facebook «звинувачують у розпалюванні міжконфесійної ненависті, скеровуванні користувачів до екстремізму та теорій змови, а також у спонуканні політиків до більш протилежних позицій».  Незважаючи на попередні звіти про зміни в алгоритмах News Feed для зменшення клікбейту, викриття від інформатора Facebook Френсіс Хаген і контент зі "злитої" інформації,  Facebook 2021 року, який неофіційно називають Facebook Papers, надають докази ролі, яку відіграв алгоритм News Feed. 
Розслідування від засобів масової інформації та уряду після викриття інформатора Facebook Френсіс Хаген та злиття інформації Facebook у 2021 році дають зрозуміти, яку роль відіграють різні алгоритми у створенні обурення суспільства, для отримання прибутку, шляхом поширення суперечностей, теорій змови та міжконфесійної ненависті. Адже усе вище перераховане, згідно з підозрами, може впливати на насильство, і вже поза межами інтернет простору. 
Також одним з прикладів популяризації рейдж-бейту, який свого часу піддався значному розголосу, був випадок, коли Facebook, який має понад 25 мільйонів облікових записів у М’янмі, нехтував поліцейськими дописами на своїй платформі, що нібито викликали гнів та ненависть, стосовно мусульманської меншини рохінджа в М’янмі. Меншина рохінджа в свою чергу, нібито, через це, сприяла геноциду рохінджа. У 2021 році був створений колективний позов сумою у 173 мільярди US$, до Meta Platforms Inc від імені біженців рохінджа, які стверджували, що «алгоритми Facebook сприяють мові ненависті».
У відповідь на скарги щодо клікбейтів News Feed від Facebook та рейтингу алгоритму News Feed у 2014 році та в 2016 році, компанія запровадила алгоритм боротьби з клікбейтами. Ці алгоритми були запроваджені з метою видалення, з News Feed від Facebook посилань на сайти, що «приховують, перебільшують або спотворюють інформацію». ." 
У статті за лютий 2019 року, яку рекламували у Facebook, описано, як рейдж-бейт розлютив людей «навмисно».  Цифрові медіакомпанії та учасники соціальних мереж розпалюють обурення, щоб збільшити залученість; «кліки, коментарі, лайки та поширення», які генерують «більший дохід від реклами».  Якщо контент не підвищує зацікавленість, «алгоритм таймлайну» обмежує кількість користувачів, які можуть побачити цей нецікавий контент.  Згідно з цією статтею, під час боротьби з клікбейтами алгоритм змінився, що ускладнило використання клікбейтів для контент-мейкерів і сайтів. У статті говориться, що була представлена нова стратегія залучення споживачів контенту, щоб витіснити клікбейт, незалежно від типу рейдж-бейт чи рейдж-фармінг 
Алгоритми 2016 року нібито були навчені фільтрувати фрази, які часто використовувалися в заголовках клікбейтів, подібно до фільтрів, які видаляють спам електронною поштою.  Видавці, які продовжують використовувати клікбейт, нібито були покарані через втрату реферального трафіку. 
Згідно зі статтею Washington Post від 26 жовтня 2021 року, починаючи з 2017 року інженери Facebook змінили свій алгоритм рейтингів, щоб оцінити реакцію за допомогою емодзі в п’ять разів ширше, ніж просто «подобається», оскільки емодзі розширили залучення користувачів. Бізнес-модель Facebook залежала від збереження та збільшення залученості користувачів.  Один із дослідників Facebook висловив занепокоєння, що алгоритми, які створювали перевагу на «суперечливі» дописи, включно з тими, що викликали обурення, могли ненавмисно призвести до збільшення кількості спаму, зловживань і клікбейту. 
З 2018 року керівництво Facebook  попереджали на слайд-презентаціях, що їхні алгоритми сприяють розколу споживачів, але вони відмовлялися приймати це до уваги.  В інтерв’ю 2022 року Скотт-Рейлтон помітив, що залучення споживачів за допомогою алгоритмів "обурливих" твітів у рейдж-бейті, що поверталися циклічно самі до себе, могли бути спланованими, структурним або випадковими.  Алгоритми однаково відповідають як на позитивне так і негативне залучення уваги суспільства. Це створює «справжню дилему для всіх». Алгоритми також дозволяють політикам обходити застарілі ЗМІ, які перевіряють факти, надаючи їм доступ до цільової некритичної аудиторії, яка дуже сприйнятлива до їхніх повідомлень, навіть якщо це дезінформація. 
До 2019 року дослідники даних Facebook підтвердили, що дописи, які провокують роздратовані реакції емодзі, «з непропорційно високою ймовірністю містили дезінформацію, токсичність і низькоякісні новини». 
Документальна драма Netflix «Соціальна дилема» 2020 року проаналізувала, як соціальні медіа були навмисно створені для максимізації прибутку за допомогою маніпуляцій в Інтернеті, які можуть включати поширення теорій змови та дезінформації та сприяння проблемному використанню соціальних мереж .  Теми, які висвітлюються у фільмі, включають роль соціальних медіа в політичній поляризації в Сполучених Штатах, політичну радикалізацію, включно з радикалізацією молоді в Інтернеті, поширення фейкових новин і як інструмент пропаганди, який використовують політичні партії та урядові органи. 
Соціальні мережі, мають три основні цілі: підтримувати та збільшувати залученість, розвиток, та дохід від реклами, за словами колишнього фахівця з етики дизайну Google . 
Стаття Rolling Stone за 2024 рік розповідає про те, як на TikTok з’явилися інфлюенсери, які створюють рейдж-бейт контент, щоб викликати гнів і залучити людей. Такі інфлюенсери, як Вінта Зесу та Луїза Мелчер, створюють постановочні, суперечливі відео, які часто стають вірусними на багатьох платформах, залучаючи глядачів, які можуть не усвідомлювати, що контент сфабрикований. 

#### Facebook за межами Сполучених Штатів
У звіті The Washington Post за 2021 рік виявилося, що Facebook не належним чином контролював свою службу за межами Сполучених Штатів.  Компанія інвестувала лише 16% свого бюджету в боротьбу з дезінформацією та мовою ненависті в країнах за межами Сполучених Штатів, таких як Франція, Італія та Індія, де англійська мова не є рідною. Не зважаючи на це, компанія виділила 84% на Сполучені Штати, що становить лише 10% щоденних користувачів Facebook. 
Щонайменше з 2019 року співробітники Facebook усвідомлювали, наскільки «країни, такі як Індія, вразливі до «зловживань з боку не добросовісних контент-мейкерів і авторитарних режимів», але не зробили нічого, щоб заблокувати облікові записи, які транслювали мову ненависті та підбурювали до насильства. 
У 2019 році 434-сторінковий звіт, поданий до Управління Верховного комісара ООН з прав людини щодо висновків незалежної міжнародної місії з встановлення фактів У М’янмі було досліджено роль соціальних мереж в розповсюдженні мови ненависті та розпалюванні насильства у антимусульманських заворушеннях і геноциді рохінджа. 
Facebook було згадано у звіті щонайменше 289 разів, оскільки в цій країні є мільйони облікових записів Facebook  . Після публікації попередньої версії звіту в серпні Facebook пішов на «рідкісний крок», видаливши облікові записи, які представляли 12 мільйонів підписників причетні до висновків звітів  .
У жовтні 2021 року Хаген свідчила у комітеті Сенату США, що Facebook підбурював до етнічного насильства в М’янмі, яка налічує понад 25 мільйонів користувачів Facebook, і також свідчила стосовно  алгоритмів пов'язаних з Ефіопією у якій, через це рекламували дописи, що підбурюють або прославляють насильство. Тим не менш, неправдиві заяви про зберігання мусульманами зброї не були зняті. 
Закон про цифрові послуги – це європейська законодавча пропозиція щодо посилення правил боротьби з дезінформацією та шкідливим контентом, подана Європейською комісією до Європейського парламенту та Ради Європейського Союзу частково у відповідь на занепокоєння, викликане файлами Facebook і викриттями в Свідчення Френсіс Хаген в Європарламенті.  У 2021 році. 
Колективний позов на суму 173 мільярди доларів США був поданий юридичними фірмами Edelson PC і Fields PLLC проти Meta Platforms Inc, раніше відомої як Facebook, в окружному суді США Північного округу Каліфорнії від імені біженців рохінджа, стверджував, що Facebook проявив недбалість коли не видалив підбурливі дописи, які сприяли геноциду рохінджа в М’янмі. У позові сказано, що алгоритми Facebook посилюють мову ненависті. 
Після подання позову в М’янмі в 2011 році Facebook «швидко став у всіх на вустах».  Торічний звіт, що був зроблений на запит до Facebook, призвів до визнання компанією в 2018 році, що вони не зробили «досить, щоб запобігти розпалюванню насильства та ненависті проти [...] мусульманської меншини в М’янмі». 
У незалежному звіті встановлено, що «Facebook став засобом для тих, хто прагне поширювати ненависть і завдавати шкоди, а дописи пов’язують із насильством поза мережею інтернет». 

## Дивіться також
- Artificial intelligence and elections
- Betteridge's law of headlines
- Chumbox
- Digital display advertising
- Griefer
- Hot take
- Outrage porn
- Outrage industrial complex
- Negativity bias
- Sealioning
- Sensationalism
- Sticky content
- Viral marketing
- Yellow journalism